# Elodes arcana
Elodes arcana is een keversoort uit de familie moerasweekschilden (Scirtidae). De wetenschappelijke naam van de soort werd in 1972 gepubliceerd door Bernard Klausnitzer.